# Organi della basilica di San Giovanni in Laterano

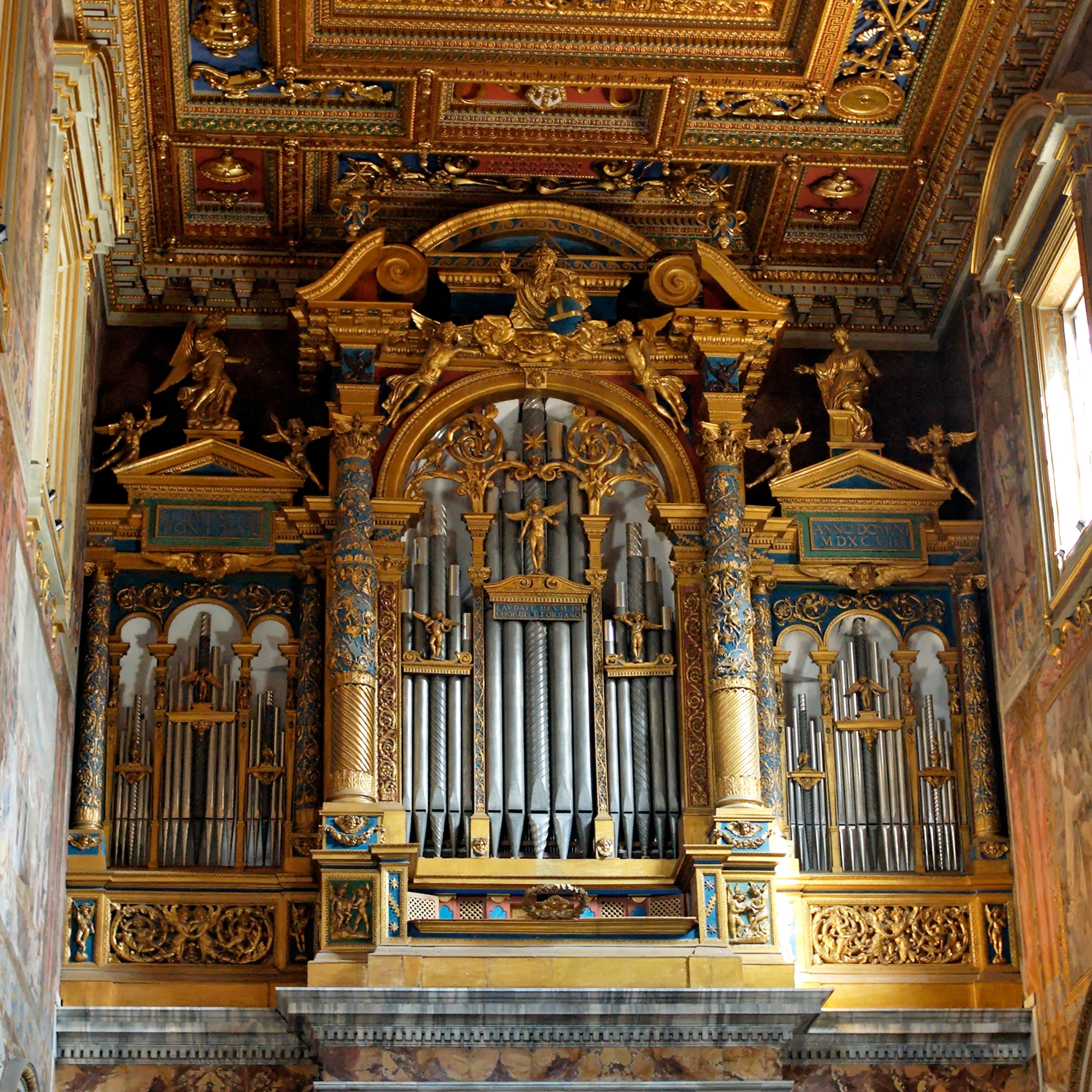
L'organo Biagi

Gli organi della basilica di San Giovanni in Laterano in Roma sono cinque:
- l'organo Biagi (o "Blasi"[N 1]) (1597-99), a trasmissione meccanica, con due tastiere e pedaliera,[1] è il più antico organo di Roma tutt'oggi funzionante;[2]
- gli organi del coro, costruiti da Nicola Morettini nel 1886 (organo di destra, opus 149, di 46 registri su tre manuali; organo di sinistra, opus 150, di 24 registri su due manuali),[3] entrambi a trasmissione meccanica;[4]
- l'organo corale, costruito nel 1875 da Angelo Morettini (opus 102),[3] a trasmissione meccanica con una tastiera e pedaliera;[5]
- l'organo della cappella Corsini, costruito nel 1999 da Leonardo Forti, a trasmissione elettronica, con due tastiere e pedaliera;[5]

L'attuale organista titolare della basilica lateranense è Giandomenico Piermarini.

## Storia

### Gli organi del XVI secolo

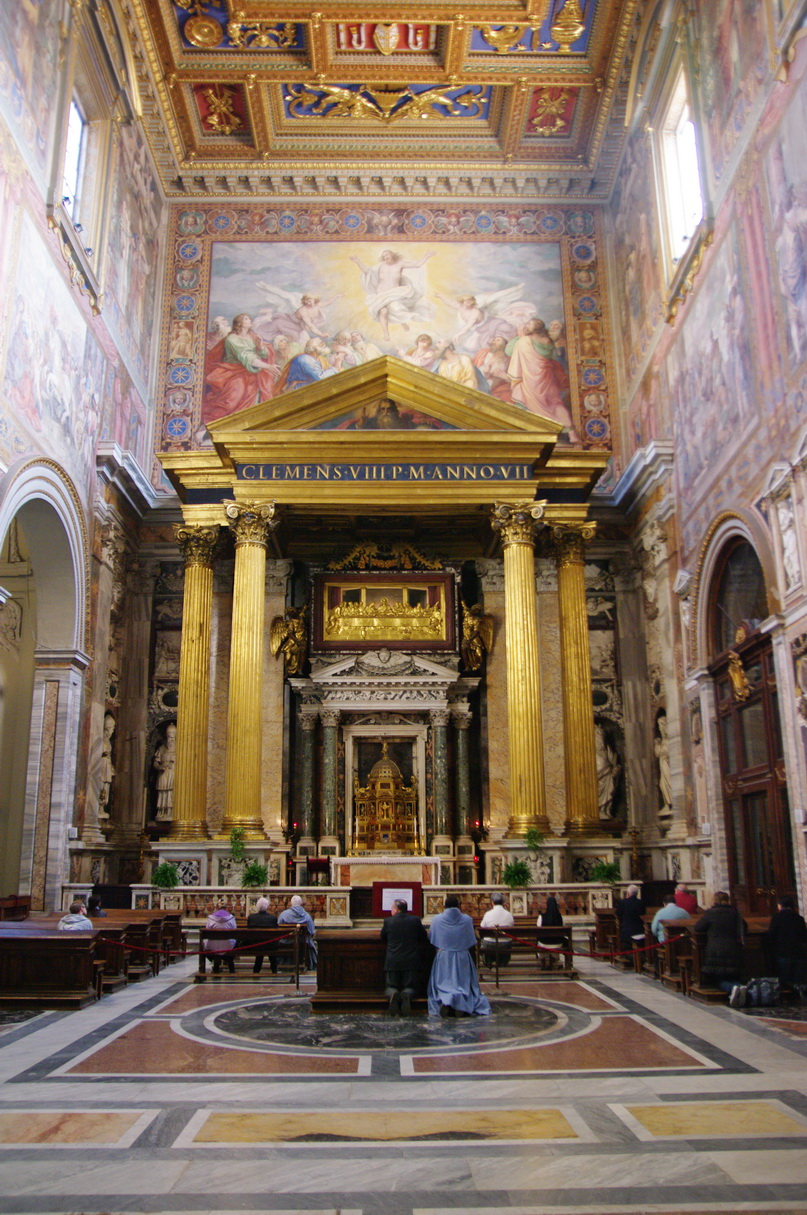
Il transetto di sinistra nel suo assetto attuale, dovuto ai restauri di Clemente VIII

Sul finire del XVI secolo, all'interno della Cattedrale di Roma, esistevano due cantorie, collocate rispettivamente nel transetto destro ed in quello sinistro, ognuna con un proprio organo. Durante i lavori di riassetto del transetto, promossi a partire dal 1596 da papa Clemente VIII, fu demolita la cantoria del transetto di sinistra e al suo posto fu innalzato l'altar maggiore (o altare del Santissimo Sacramento) di carattere monumentale. Tuttavia l'organo fu conservato, come lo fu anche l'altro organo, restaurato nell'anno successivo e collocato, nel 1598, nel Battistero.

### La costruzione dell'organo Biagi
Durante i lavori di preparazione del Giubileo del 1600, papa Clemente VIII, per dare maggior lustro alla Cattedrale, incaricò, nel 1597, l'organaro perugino Luca Biagi (1548-1608) di costruire un grande organo, pari a nessun altro in Europa. Le decorazioni della cassa, invece, furono progettate da Giacomo della Porta (1532-1602) e realizzate dall'intagliatore e architetto Giovan Battista Montano (1543-1621). Il Biagi, conscio di aver costruito un organo monumentale e unico nel suo genere, disse:
L'organo fu inaugurato nel 1599 e nell'ottobre dell'anno successivo lo stesso pontefice volle visitarlo personalmente ed ascoltarne ogni singolo registro. Lo strumento era di dimensioni foniche minori rispetto all'attuale, tuttavia per l'epoca si presentava di dimensioni eccezionalmente grandi (anche legate alla vastità della basilica): aveva soltanto una tastiera, una pedaliera di estensione limitata, sei mantici a cuneo e quindici registri. La sua consolle non si trovava rivolta alle canne, ma era rivolta verso l'altar maggiore. Di seguito la disposizione fonica originaria dell'organo:
| Manuale - Ripieno   |     |
| Principale profondo | 24' |
| Principale          | 12' |
| Ottava              | 6'  |
| Quinta decima       | 3'  |
| Decima nona         |     |
| Vigesima seconda    |     |
| Vigesima sesta I    |     |
| Vigesima sesta II   |     |
| Vigesima nona I     |     |
| Vigesima nona II    |     |

| Manuale - Concerto |     |
| Flauto in VIII     | 6'  |
| Ottavino           | 3'  |
| Tromboni           | 16' |
| Zampogna           |     |

### Dal XVII al XIX secolo

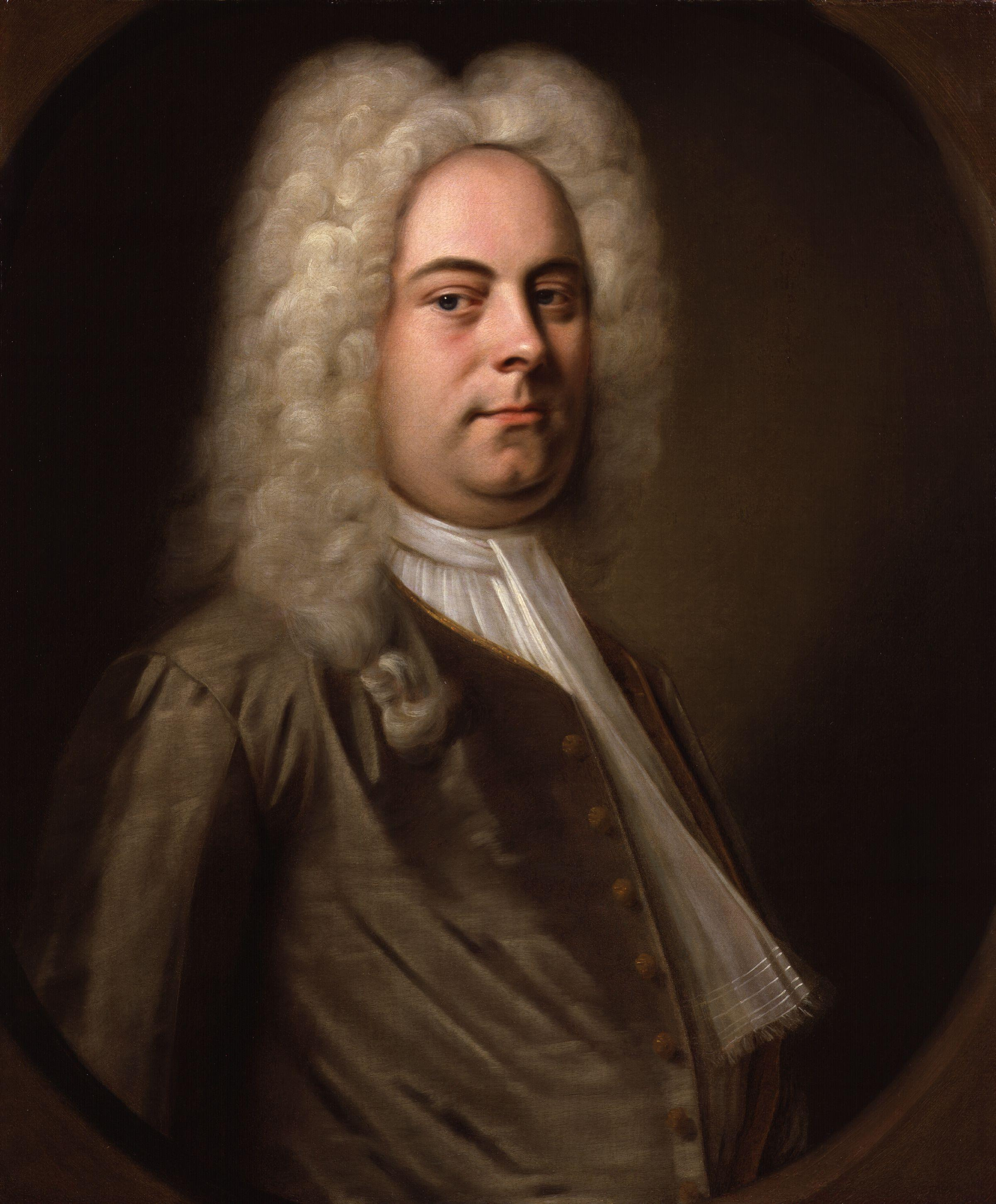
Georg Friedrich Händel, che visitò e suonò lo strumento nel 1707

Nel 1675-1676, l'organo del Biagi subì il suo primo intervento, non realmente di restauro ma di importante manutenzione, ad opera di Giuseppe Testa. L'organaro non solo sostituì 140 canne, ma unì attraverso un sistema di leve l'organo Biagi ad un piccolo organo positivo, collocato sulla stessa cantoria.
L'organo nel suo stato originario venne suonato da Girolamo Frescobaldi, mentre dopo il restauro di Giuseppe Testa, il 14 gennaio 1707, venne suonato da Georg Friedrich Händel, appena giunto a Roma.
Il primo restauro vero e proprio fu condotto da Ugo Annibale Traeri e Celestino Testa nell'anno 1731. I due organari collocarono l'organo positivo al di sotto dell'organo Biagi, nel basamento di quest'ultimo, rendendolo un unico strumento; sostituirono la consolle originaria con una nuova a finestra a due tastiere e con pedaliera più estesa rispetto a quella cinquecentesca; rifecero, inoltre, i somieri e dotarono lo strumento di alcuni nuovi registri e dell'accessorio dell'Uccelliera e aumentarono il numero dei mantici da sei a otto. Già nel decennio successivo, nel 1747, l'organo fu oggetto di un nuovo intervento, ad opera di Lorenzo ed Antonio Alari, il quale divise il positivo in due corpi distinti e aggiunse diversi registri a quelli già esistenti.
Nel 1770, Charles Burney ebbe occasione di visitare l'interno dello strumento, allora considerato il più grande della città, sottolineandone il suono particolarmente aspro se sentito da vicino e sempre più dolce allontanandosi dall'organo.
Nei restauri del 1817 e del 1852, rispettivamente condotti da Filippo Priori e da Pier Luigi Sabatini, l'organo fu ampliato secondo i criteri ottocenteschi ed i mantici vennero spostati dal basamento e collocati nei locali adiacenti alla Loggia delle Benedizioni. Prima del Natale del 1852 l'organo subì un atto vandalico che lo ridusse al silenzio.
Nel 1843 Filippo e Giacomo Priori costruirono uno strumento a 21 registri su unico manuale che venne collocato su apposita cantoria mobile nel transetto di destra, immediatamente fuori l'arco absidale; nel 1857 venne acquistato e collocato su una cantoria simmetrica (anch'essa mobile) un secondo strumento, costruito alcuni anni prima per la chiesa di Santa Maria in Publicolis da Enrico Priori, che apportò alcune modifiche perché potesse suonare insieme all'altro organo.

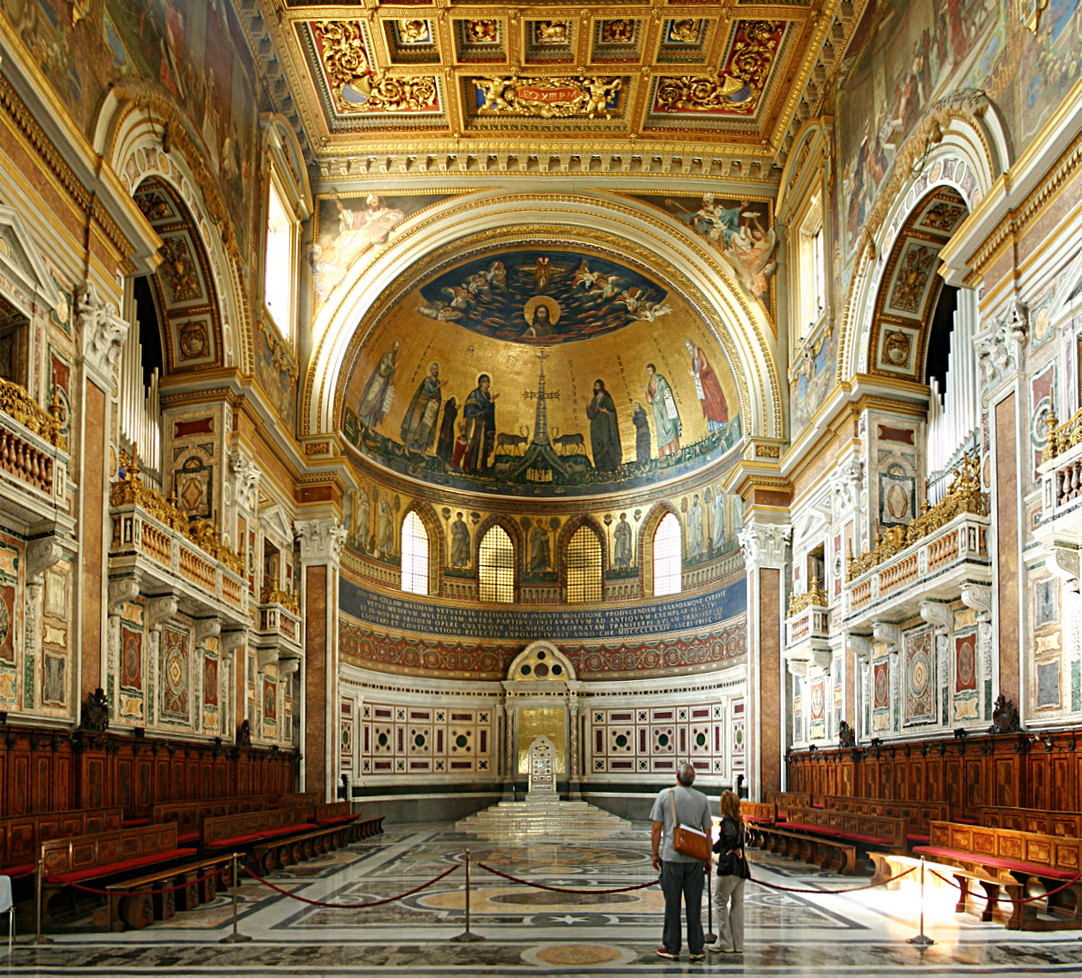
L'abside e il coro ottocentesco con i due organi Morettini

Nel 1875 fu costruito per il coro dei Canonici da Angelo Morettini un organo a canne che, nel 1993, fu spostato nella navata laterale interna di destra.
Negli ultimi anni del pontificato di Pio IX, venne presa la decisione di arretrare l'abside e di unirla al transetto tramite un nuovo coro; i lavori, interrotti nel 1876 per la morte del papa, ripresero nel 1878 sotto Leone XIII su progetto di Virginio Vespignani, cui successe il figlio Francesco Vespignani. Nelle due pareti laterali del nuovo ambiente vennero aperte due cantorie simmetriche e, al termine dei lavori, nel 1885, venne indetto un concorso per la costruzione di due organi da collocarsi su di esse, vinto dall'organaro perugino Nicola Morettini il quale realizzò i due strumenti su progetto di Filippo Capocci che si ispirò alla fonica del nuovo organo costruito dal francese Joseph Merklin nel 1881 per la chiesa di San Luigi dei Francesi. I due nuovi organi, inaugurati nel 1886, presentavano alcune caratteristiche che li resero del tutto peculiari rispetto ai coevi strumenti di scuola italiana, quale l'assenza di registri spezzati, abbondanza di fondi di 8', presenza di più tastiere e pedaliera estesa; essi andarono a sostituire gli altrettanti strumenti costruiti dalla famiglia Priori, che furono ceduti l'uno alla basilica di San Paolo fuori le Mura, l'altro alla parrocchiale di Maenza.

### XX secolo
Nel 1934-36 l'organo Biagi fu sottoposto ad un restauro deleterio, che ne prolungò il silenzio fino al 1984. L'intervento, ad opera di Francesco Morettini, consistette nella sostituzione molte canne originali (tra cui quelle laterali a tortiglione della facciata) con canne industriali e nell'alterazione del corista del La, che venne portato a 440 Hz previo l'accorciamento di tutte le canne. Nel 1984, dopo quasi cinquant'anni di silenzio, l'organaro Barthélemy Formentelli fu incaricato di restaurare l'organo Biagi, il quale, attraverso un restauro filologico condotto in base a principi storici terminato nel 1989, è stato ripristinato e riportato allo stato ottocentesco.
Sia l'organo cinquecentesco che i due organi del coro vennero danneggiati dall'attentato del 28 luglio 1993 ed in seguito sottoposti ad un restauro da parte di Barthélemy Formentelli, completato nel 1995; un ulteriore intervento di manutenzione è stato condotto dallo stesso organaro nel 2002-2003.
Nel 1999 Leonardo Forti ha costruito un organo positivo a trasmissione elettronica per la cappella Corsini.

## Organo Biagi
BARTH.US FORMENTELLI ME RESTAURAVIT»
Bartolomeo Formentelli mi ha restaurato»
(Iscrizione sulla consolle)

### La cassa

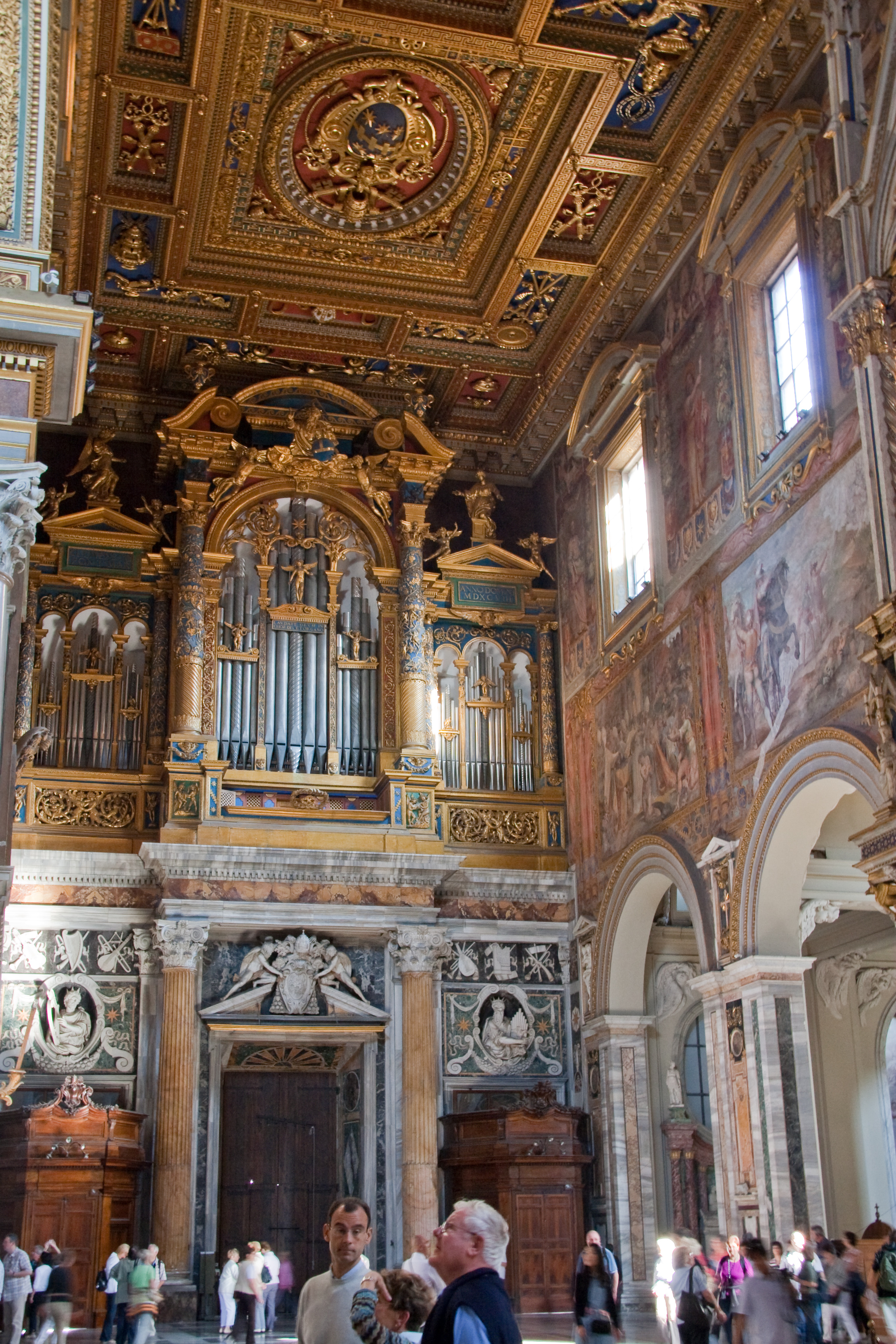
L'organo Biagi

L'organo Biagi è collocato sopra la cantoria addossata alla controfacciata del braccio destro del transetto, opera di Giovanni Giacomo Paracca detto il Valsoldo, costituita da una tribuna sorretta da due colonne corinzie scanalate in marmo giallo antico con capitelli in marmo bianco e alta circa 15 metri.
La cassa è opera del milanese Giovan Battista Montano che la realizzò su disegno di Giacomo Della Porta, ed è in legno scolpito e dipinto; essa si articola in tre campate, scandite da colonne tortili caratterizzate da una fitta decorazione vegetale che continua anche sulla parte inferiore della cassa; la campata centrale, come le due laterali gemelle delle quali è più grande, è ulteriormente tripartita da pilastrini corinzi; sopra ciascuna delle tre campate si trova una statua: su quella di sinistra si trova l'Arcangelo Gabriele; sulla centrale si trova Dio Padre benedicente; su quella di destra si trova la Madonna. La scena dell'Annunciazione si contrappone al grande affresco dell'Ascensione del Cavalier d'Arpino (1600) che decora la parete opposta del transetto, ad indicare l'inizio e la fine della vita terrena di Gesù; anche le aquile che decorano i supporti del frontone della campata centrale potrebbero essere ricondotte a varie interpretazioni: l'aquila è sia il simbolo dell'evangelista Giovanni, sia del dio Apollo, la cui figura di divinità solare è stata traslata in chiave cristiana in quella di Cristo novello sole di giustizia.
La mostra si articola in nove cuspidi, tre per ciascuna campata, ognuna di cinque canne, ad eccezione delle cuspidi laterali delle campate laterali che dispongono di sette canne ciascuna; la canna centrale di ciascuna cuspide è a tortiglione. Le canne che compongono la mostra sono di stagno, tutte sonanti e appartengono ai registri Principale profondo 24' (campata centrale) e Ottava 12' (campate laterali) ed hanno bocche a mitria allineate orizzontalmente. Il numero complessivo della mostra dell'organo (49) potrebbe riferirsi alla prescrizione della legge mosaica di indire un Giubileo ogni 49 anni (Levitico 25, 8).

### La consolle
La consolle dell'organo Biagi è a finestra e risale al restauro di Traeri e Testa del 1731.
Essa presenta due tastiere, la prima che corrisponde al Secondo organo, ovvero il positivo Traeri-Testa-Alari, la seconda che corrisponde al Primo organo, ovvero l'organo Biagi. La loro estensione è Fa-1-Fa5 (nella tastiera inferiore, reale Do1-Fa5, le prime 5 note sono collocate solo per simmetria). La controttava è priva delle note Fa{\displaystyle \sharp }-1 e Sol{\displaystyle \sharp }-1 , mentre la tastiera superiore ha i tasti spezzati enarmonici per le note Re{\displaystyle \sharp }2, 3, 4 e La{\displaystyle \flat }1, 2, 3, 4. La pedaliera, ancora quella originaria settecentesca, è a leggio ed ha 26 note (Fa-1-La2, senza Fa{\displaystyle \sharp }-1, Sol{\displaystyle \sharp }-1 e Sol{\displaystyle \sharp }2); priva di registri propri ed è costantemente unita al Primo organo.
I registri del Primo organo sono azionati da manette a scorrimento laterale poste alla sinistra della consolle, mentre quelli del Secondo organo sono azionati da pomelli a tirante posti alla destra della consolle.

### Caratteristiche tecniche

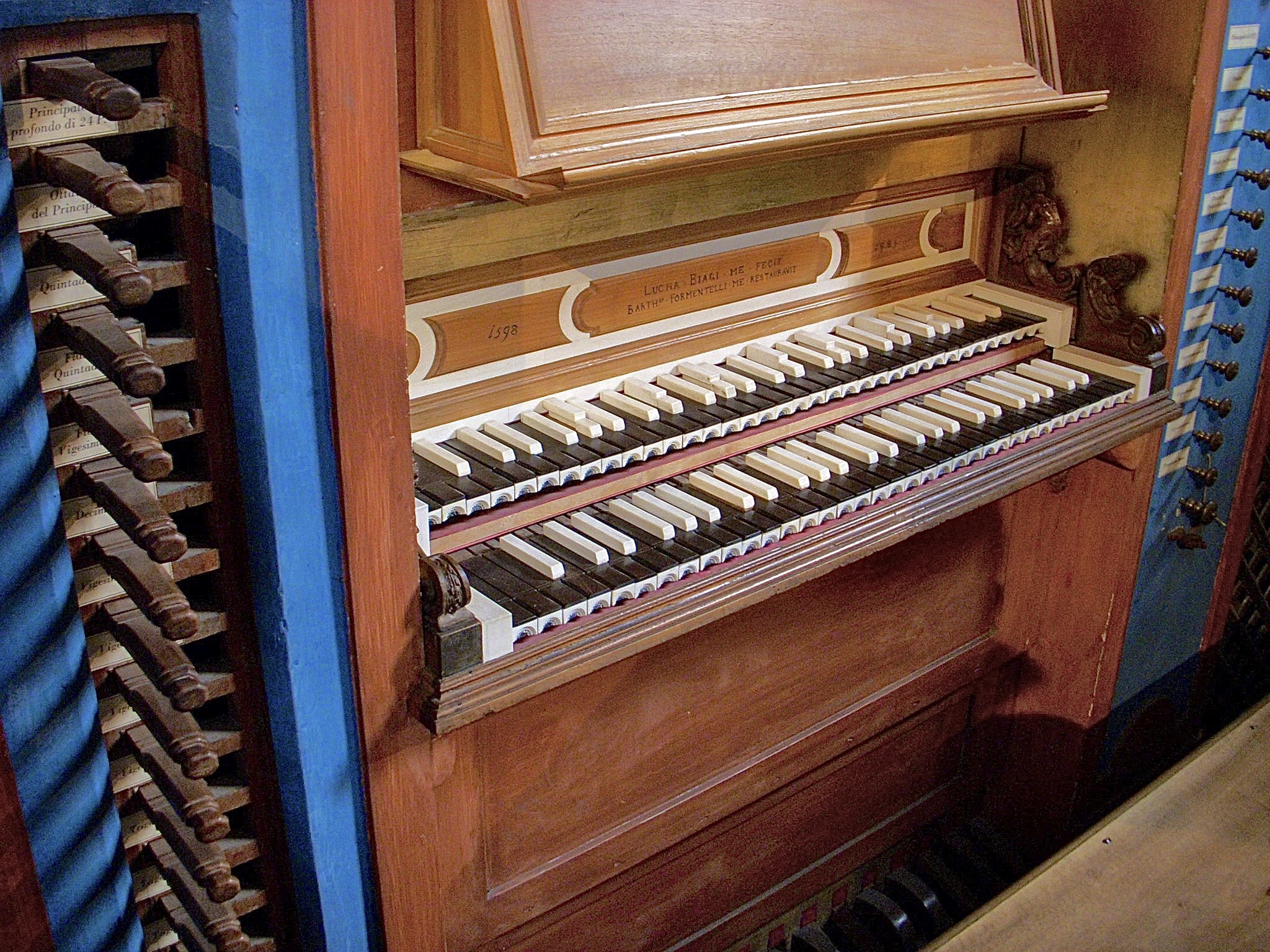
La consolle

L'organo Biagi è a trasmissione integralmente meccanica sospesa, ricostruita da Formentelli dopo che Francesco Morettini l'aveva modificata con elementi a trazione pneumatica. Il materiale fonico è collocato su due livelli: nel basamento, ai lati della consolle, si trovano le canne del Secondo organo (con somiere a vento), mentre quelle del Primo organo sono poste più in alto, dietro la campata centrale della mostra. Lo strumento è alimentato da quattro mantici a cuneo situati dietro la campata di destra della cassa.
Il corista del La (originario) è a 18° 390–392 Hz e il temperamento è mesotonico, con quinte ristrette di un quarto di comma.
Di seguito la disposizione fonica dello strumento:
A = registro di Alari

B = registro di Biagi

F = registro di Formentelli

Te = registro di Testa

Tr = registro di Traeri
| I - Secondo organo |                |     |
| Principale         | 8'             | Tr  |
| Ottava             | 4'             | A   |
| Flauto in VIII     | 4'             | A   |
| Flauto in V        | 2.2/3'         | A   |
| Flauto in XV       | 2'             | F   |
| Cornetto           | 2 file Soprani | A-F |
| XV                 | 2'             | A   |
| XIX                | 1.1/3'         | A   |
| XXII               | 1'             | A   |
| XXVI               | 2/3'           | A   |
| XXIX               | 1/2'           | A   |
| Tromboni           | 8' Bassi       | F   |
| Tiratutti          |                |     |

| Accessori  |
| Uccelliera |

| II - Primo organo     |     |     |
| Principale profondo   | 24' | B   |
| Principale profondo   | 24' | B   |
| Ottava                | 12' | B   |
| XV                    | 6'  | B   |
| Flauto conico in VIII | 6'  | B   |
| Flauto conico in XV   | 3'  | B   |
| XIX                   |     | B   |
| XXII                  |     | B   |
| XXVI                  |     | B   |
| XXIX I                |     | Te? |
| XXIX II               |     | Tr? |
| XXXIII I              |     | A   |
| XXXIII II             |     | A   |
| XXXVI I               |     | A   |
| XXXVI II              |     | A   |
| Tromba                | 12' | F   |
| Tremolante            |     | F   |

## Organi del coro

### Organo in cornu Epistolæ
(Cartiglio sulla consolle)

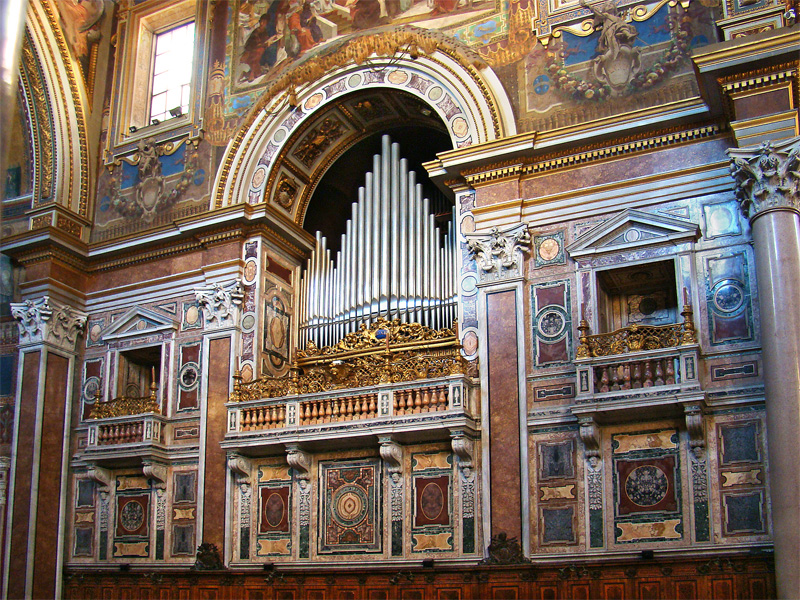
L'organo in cornu Epistolæ

Sulla cantoria di destra del coro si trova il più grande dei due organi costruiti da Nicola Morettini, l'opus 149 del 1886. Lo strumento venne progettato da Filippo Capocci, primo organista della basilica lateranense dal 1875, tenendo anche il concerto d'inaugurazione del nuovo organo, in occasione del quale compose la Fantasia per organo composta espressamente per l'inaugurazione dei due grandi organi di S. Giovanni in Laterano.
Lo strumento ha 46 registri per un totale di 2749 canne, delle quali soltanto in minima parte sostituite nel corso di successivi interventi di manutenzione e di restauro. Il materiale fonico è interamente collocato all'interno di un unico vano organario, con cassa limitata al basamento dell'alta mostra formata da tre cuspidi per un totale di 33 canne di principale 16' con bocche a scudo; alla base di quest'ultima vi è un fregio ligneo dorato riccamente intagliato, al centro del quale vi è il nome in lingua latina di papa Leone XIII, committente dei due organi.

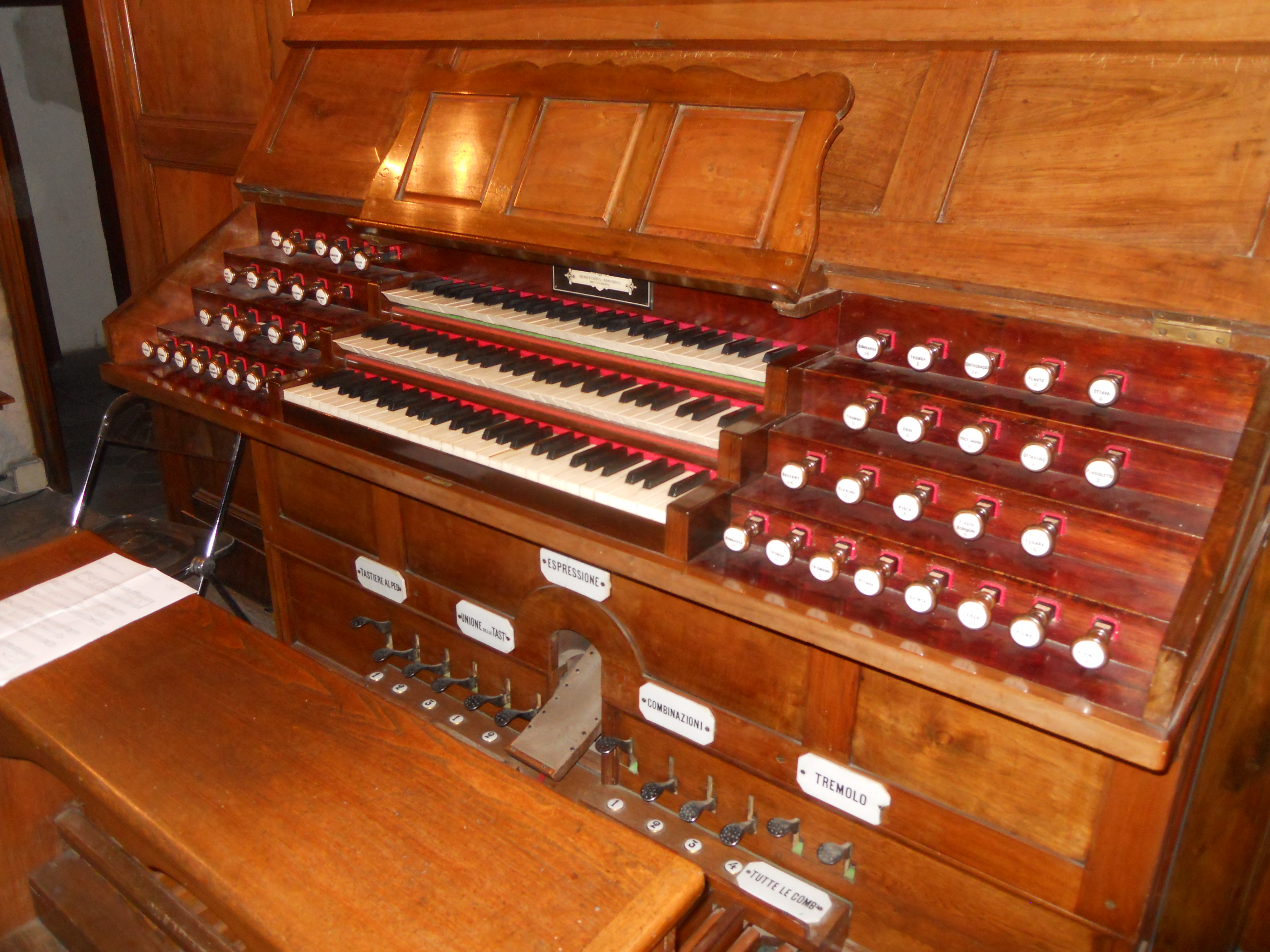
La consolle

La consolle è addossata al corpo d'organo ed è ispirata, nella forma, a quelle ottocentesche francesi, in particolare a quelle dell'organaro Aristide Cavaillé-Coll; essa dispone di tre tastiere di 56 note ciascuna e pedaliera dritta di 30 note. I registri sono azionati da pomelli ad estrazione disposti secondo il seguente schema:
| Fondi Pedale          | leggio       | Combinazioni Pedale          |
| Fondi Espressivo      | III tastiera | Combinazioni Espressivo      |
| Fondi Positivo aperto | II tastiera  | Combinazioni Positivo aperto |
| Fondi Grand'Organo    | I tastiera   | Combinazioni Grand'Organo    |

I registri di combinazione vengono inseriti solo abbassando i relativi pedaletti, uno per ciascuna divisione.
Il sistema di trasmissione è integralmente meccanico assistito con leva Barker. I somieri, insolitamente per un organo di fonica francese, sono "a valvole coniche" (Kegellade). La pressione dell'aria, omogenea in tutti i corpi dell'organo, è di 95 mm. in colonna d'acqua.
Di seguito, la disposizione fonica dello strumento:
| I - Grand'Organo |          |
| Fondi            |          |
| Principale       | 16'      |
| Principale       | 8'       |
| Flauto           | 8'       |
| Bordone          | 8'       |
| Flauto armonico  | 8'       |
| Viola gamba      | 8'       |
| Dulciana         | 8'       |
| Flautino         | 4'       |
| Combinazioni     |          |
| Ottava           | 4'       |
| Quinta           | 2.2/3'   |
| Terza            | 1.3/5'   |
| Pieno I          | 4-5 file |
| Pieno II         | 4-5 file |
| Bombarda         | 16'      |
| Tromba           | 8'       |
| Trombina         | 4'       |

| II - Positivo aperto |     |
| Fondi                |     |
| Bordone              | 16' |
| Principale           | 8'  |
| Flauto traverso      | 8'  |
| Flauto               | 8'  |
| Eolina               | 8'  |
| Combinazioni         |     |
| Viola                | 8'  |
| Bordone              | 8'  |
| Fugara               | 4'  |
| Bassone              | 16' |
| Clarino              | 8'  |

| III - Espressivo  |    |
| Fondi             |    |
| Bordone           | 8' |
| Flauto armonico   | 8' |
| Viola gamba       | 8' |
| Salicionale       | 8' |
| Voce celeste      | 8' |
| Combinazioni      |    |
| Ottavino armonico | 4' |
| Flagioletto       | 2' |
| Tromba armonica   | 8' |
| Oboe              | 8' |
| Voce umana        | 8' |

| Pedale       |     |
| Fondi        |     |
| Violone      | 16' |
| Subbasso     | 16' |
| Ottava       | 8'  |
| Bordone      | 8'  |
| Violoncello  | 8'  |
| Combinazioni |     |
| Contrabbasso | 16' |
| Flauto       | 8'  |
| Ottava       | 4'  |
| Bombarda     | 16' |
| Tromba       | 8'  |

### Organo in cornu Evangelii

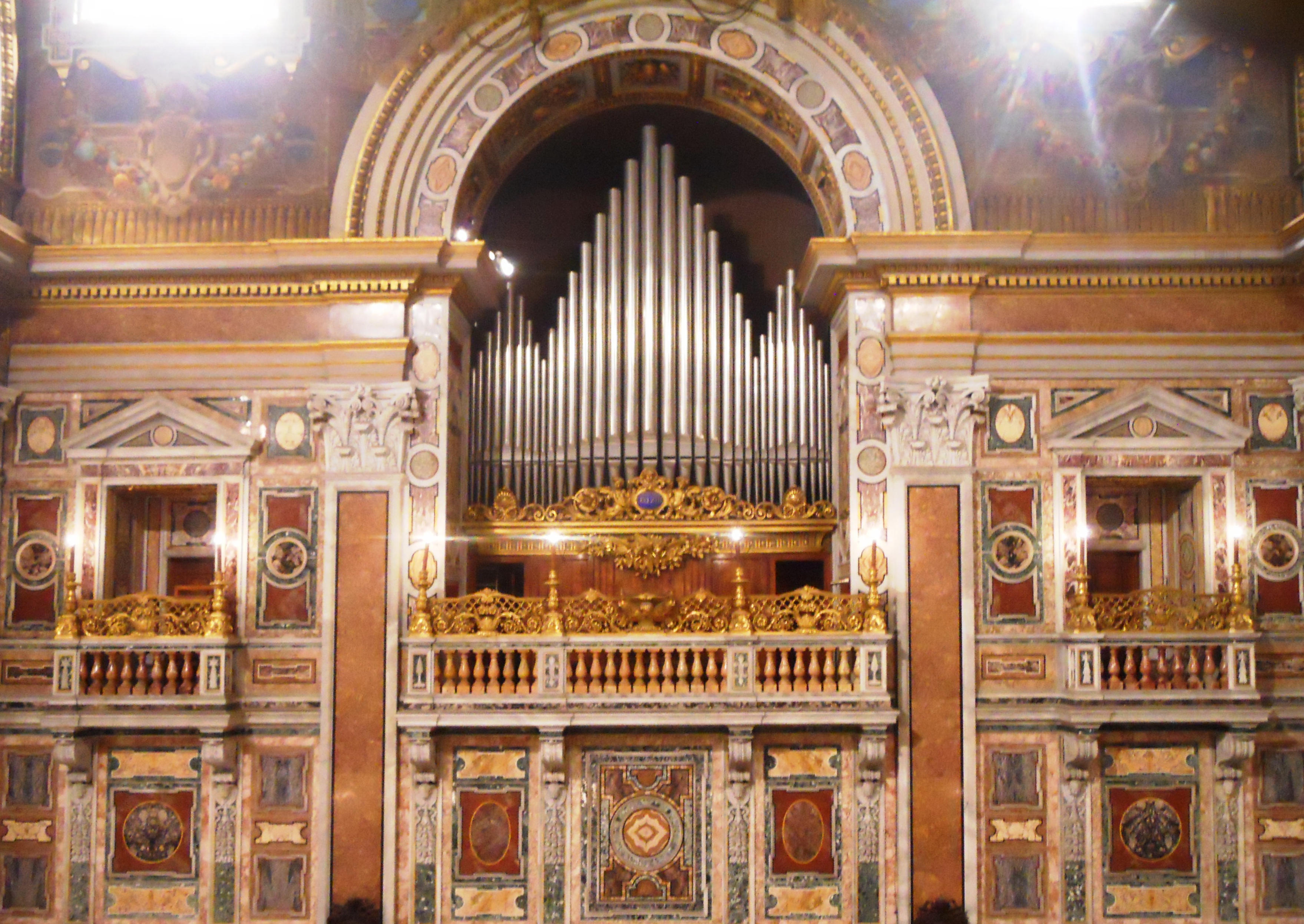
L'organo in cornu Evangelii

Sulla cantoria di sinistra del coro si trova il più piccolo dei due organi costruiti da Nicola Morettini, l'opus 150 del 1886, anch'esso progettato da Filippo Capocci.
Lo strumento è a trasmissione integralmente meccanica assistita con leva Barker e dispone di 24 registri per un totale di 1804 canne. Il suo prospetto è simmetrico rispetto a quello dell'organo della cantoria di destra, con cassa limitata al basamento ornata da un ricco fregio in legno dorato ed intagliato e mostra composta da 33 canne di principale 16' in tre cuspidi con bocche a scudo allineate orizzontalmente.
La consolle è addossata al corpo d'organo e dispone di due tastiere di 56 note ciascuna e pedaliera dritta di 30 note; come in quella dell'organo di destra, i registri sono azionati da pomelli ad estrazione disposti secondo il seguente schema:
| Fondi Pedale          | leggio      | Combinazioni Pedale          |
| Fondi Positivo aperto | II tastiera | Combinazioni Positivo aperto |
| Fondi Grand'Organo    | I tastiera  | Combinazioni Grand'Organo    |

I registri di combinazione vengono inseriti solo abbassando i relativi pedaletti, uno per ciascuna divisione.
Di seguito, la disposizione fonica dello strumento:
| I - Grand'Organo |          |
| Fondi            |          |
| Principale       | 16'      |
| Principale       | 8'       |
| Viola            | 8'       |
| Bordone          | 8'       |
| Flauto armonico  | 8'       |
| Combinazioni     |          |
| Ottava           | 4'       |
| Pieno I          | 4-5 file |
| Pieno II         | 4-5 file |
| Fagotto          | 16'      |
| Tromba           | 8'       |

| II - Positivo aperto |     |
| Fondi                |     |
| Quintaton            | 16' |
| Principale           | 8'  |
| Dolce                | 8'  |
| Ottavino             | 4'  |
| Combinazioni         |     |
| Flauto               | 8'  |
| Salice               | 8'  |
| Bordone              | 8'  |
| Cromorno             | 8'  |

| Pedale       |     |
| Fondi        |     |
| Contrabbasso | 16' |
| Subbasso     | 16' |
| Ottava       | 8'  |
| Combinazioni |     |
| Flauto       | 8'  |
| Ottava       | 4'  |
| Bombarda     | 16' |

## Organo corale

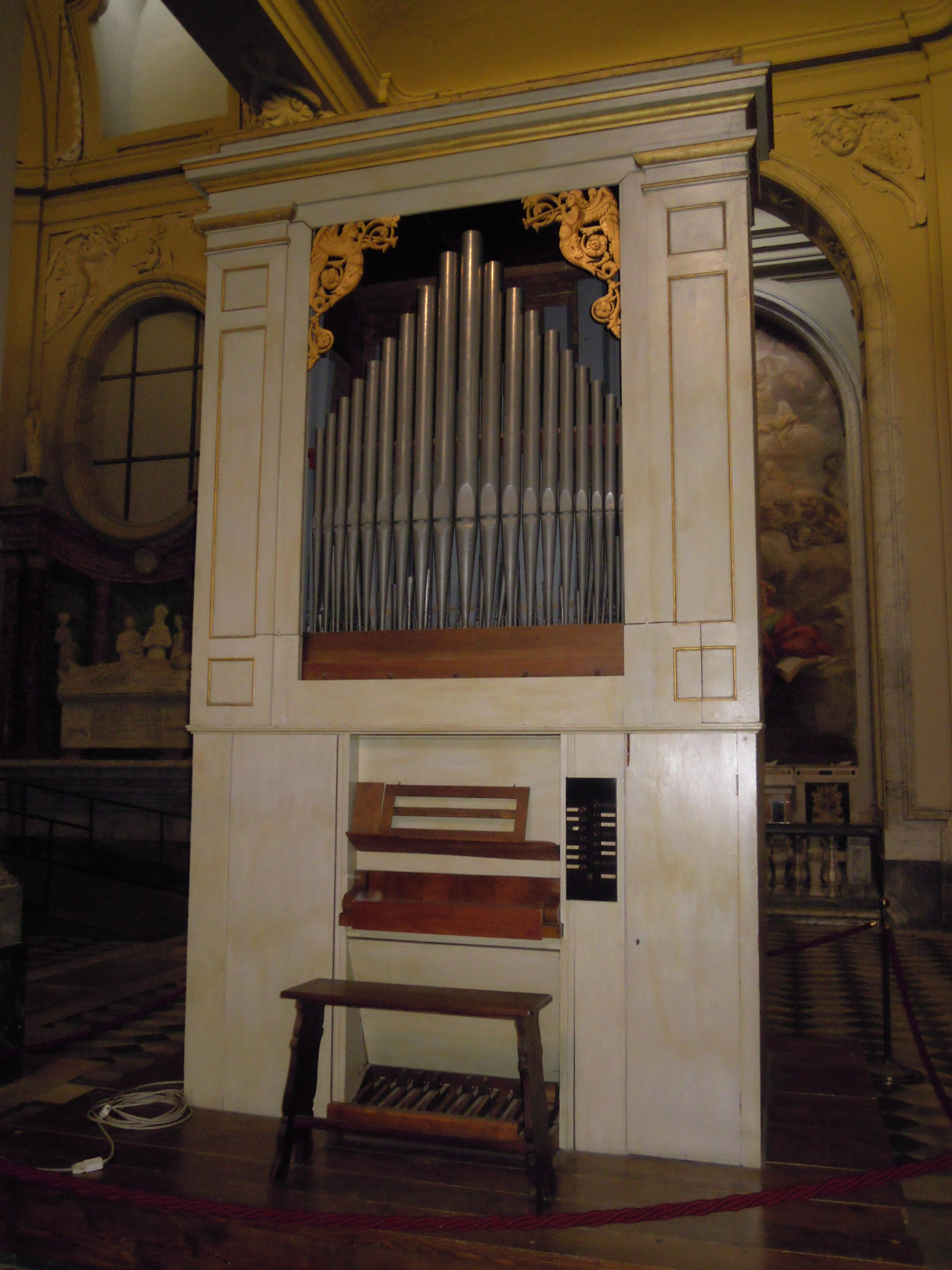
L'organo corale

Nell'intercolumnio tra le penultime campate delle navate laterali di destra, si trova un organo a canne costruito da Angelo Morettini nel 1875 (opus 102) per il coro dei Canonici e qui trasportato nel 1993.
Lo strumento è a trasmissione integralmente meccanica ed ha un'unica tastiera di 50 note con prima ottava scavezza e pedaliera dritta di 12 note con prima ottava scavezza, costantemente unita al manuale. La cassa, di sobria fattura geometrica, incornicia, sul lato anteriore, la mostra, composta da un'unica cuspide di 19 canne di principale con bocche a scudo.
Di seguito la disposizione fonica dello strumento in base alla posizione dei pomelli nelle due colonne della registriera:
| Colonna di sinistra - Concerto |            |
| Principale II                  | 8' Bassi   |
| Principale II                  | 8' Soprani |
| Violoncello                    | 4' Bassi   |
| Flauto traversiere             | 8' Soprani |
| Flauto dolce                   | 4'         |
| Tromba                         | 8' Bassi   |
| Tromba                         | 8' Soprani |

| Colonna di destra - Ripieno |                 |
| Principale I                | 8' Bassi        |
| Principale I                | 8' Soprani      |
| Ottava                      | 4' Bassi        |
| Ottava                      | 4' Soprani      |
| XV                          | 2'              |
| XIX                         | 1.1/3'          |
| XXII                        | 1'              |
| Contrabbasso                | 16' (al Pedale) |

## Organo della cappella Corsini

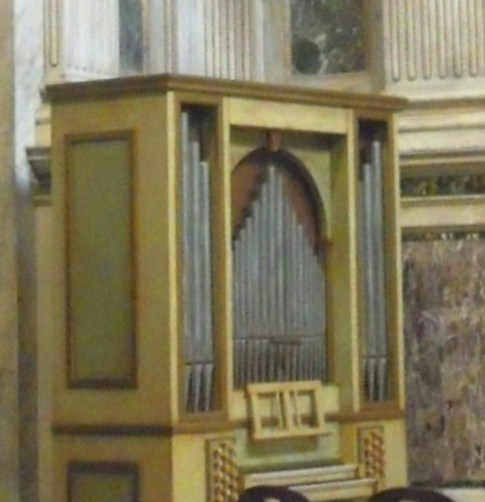
L'organo della cappella Corsini

Nella cappella Corsini si trova un organo positivo, costruito da Leonardo Forti nel 1999. Questo è situato a pavimento, alla sinistra dell'abside, sebbene sopra l'ingresso vi sia una cantoria.
Lo strumento è a trasmissione elettronica a sistema multiplo, con due registri di fondo di 8' (principale e Bordone) che sviluppano gli altri attraverso prolungamenti e trasmissioni; le prime dodici note del registro di 16' sono elettroniche.
L'organo è racchiuso all'interno di una cassa lignea la cui mostra è suddivisa in tre campi ed è composta da canne di principale: in quello centrale si trovano 9 canne disposte a cuspide; nei due campi laterali le canne sono 5 in ciascuno e sono disposte ad ala. La consolle dello strumento è a finestra e dispone di due tastiere di 61 note ciascuna e pedaliera di 32 note; i registri, le unioni e gli accoppiamenti sono azionati da pomelli ad estrazione posti su più file ai lati dei manuali.
La disposizione fonica dello strumento è la seguente:
| I - Grand'Organo |        |
| Bordone          | 16'    |
| Principale       | 8'     |
| Bordone          | 8'     |
| Ottava           | 4'     |
| Flauto           | 4'     |
| XII              | 2.2/3' |
| XV               | 2'     |
| XVII             | 1.3/5' |
| XIX              | 1.1/3' |
| XXII             | 1'     |

| II - Positivo aperto |        |
| Principale           | 8'     |
| Bordone              | 8'     |
| Ottava               | 4'     |
| Flauto               | 4'     |
| Nazardo              | 2.2/3' |
| Flautino             | 2'     |
| XV                   | 2'     |
| Decimino             | 1.3/5' |
| XIX                  | 1.1/3' |

| Pedale   |     |
| Subbasso | 16' |
| Bordone  | 8'  |
| Basso    | 8'  |